# Marele Premiu al Italiei din 2018
Marele Premiu al Italiei din 2018 (cunoscut oficial ca Formula 1 Gran Premio Heineken d'Italia 2018) a fost o cursă auto de Formula 1 ce s-a desfășurat pe 2 septembrie 2018 pe Circuitul Monza din Monza, Italia. Cursa a fost cea de a paisprezecea etapă a Campionatului Mondial de Formula 1 din 2018.

## Calificări
Calificările au avut loc pe 1 septembrie 2018, începând cu ora locală 15:00 CEST (UTC+2), ora 16:00 EEST.
| Poz.                  | Nr. | Pilot             | Constructor               | Timpi calificări | Timpi calificări | Timpi calificări | Grila finală |
| Poz.                  | Nr. | Pilot             | Constructor               | Q1               | Q2               | Q3               | Grila finală |
| --------------------- | --- | ----------------- | ------------------------- | ---------------- | ---------------- | ---------------- | ------------ |
| 1                     | 7   | Kimi Räikkönen    | Ferrari                   | 1:20,722         | 1:19,846         | 1:19,119         | 1            |
| 2                     | 5   | Sebastian Vettel  | Ferrari                   | 1:20,542         | 1:19,629         | 1:19,280         | 2            |
| 3                     | 44  | Lewis Hamilton    | Mercedes                  | 1:20,810         | 1:19,798         | 1:19,294         | 3            |
| 4                     | 77  | Valtteri Bottas   | Mercedes                  | 1:21,381         | 1:20,427         | 1:19,656         | 4            |
| 5                     | 33  | Max Verstappen    | Red Bull Racing-TAG Heuer | 1:21,381         | 1:20,333         | 1:20,615         | 5            |
| 6                     | 8   | Romain Grosjean   | Haas-Ferrari              | 1:21,887         | 1:21,239         | 1:20,936         | 6            |
| 7                     | 55  | Carlos Sainz Jr.  | Renault                   | 1:21,732         | 1:21,552         | 1:21,041         | 7            |
| 8                     | 31  | Esteban Ocon      | Force India-Mercedes      | 1:21,570         | 1:21,315         | 1:21,099         | 8            |
| 9                     | 10  | Pierre Gasly      | Scuderia Toro Rosso-Honda | 1:21,834         | 1:21,667         | 1:21,350         | 9            |
| 10                    | 18  | Lance Stroll      | Williams-Mercedes         | 1:21,838         | 1:21,494         | 1:21,627         | 10           |
| 11                    | 20  | Kevin Magnussen   | Haas-Ferrari              | 1:21,783         | 1:21,669         |                  | 11           |
| 12                    | 35  | Serghéi Sirótkin  | Williams-Mercedes         | 1:21,813         | 1:21,732         |                  | 12           |
| 13                    | 14  | Fernando Alonso   | McLaren-Renault           | 1:21,850         | 1:22,568         |                  | 13           |
| 14                    | 27  | Nico Hülkenberg   | Renault                   | 1:21,801         | Fără timp        |                  | 20           |
| 15                    | 3   | Daniel Ricciardo  | Red Bull Racing-TAG Heuer | 1:21,280         | Fără timp        |                  | 19           |
| 16                    | 11  | Sergio Pérez      | Force India-Mercedes      | 1:21,888         |                  |                  | 14           |
| 17                    | 16  | Charles Leclerc   | Sauber-Ferrari            | 1:21,889         |                  |                  | 15           |
| 18                    | 28  | Brendon Hartley   | Scuderia Toro Rosso-Honda | 1:21,934         |                  |                  | 16           |
| 19                    | 9   | Marcus Ericsson   | Sauber-Ferrari            | 1:22,048         |                  |                  | 18           |
| 20                    | 2   | Stoffel Vandoorne | McLaren-Renault           | 1:22,085         |                  |                  | 17           |
| Regula 107%: 1:26,179 |     |                   |                           |                  |                  |                  |              |
| Sursa:                |     |                   |                           |                  |                  |                  |              |

Note
- ^1 – Nico Hülkenberg a primit o penalizare de 40 de locuri pe grila de start: 10 locuri pentru că a cauzat o coliziune în cursa anterioară și 30 de locuri pentru depășirea numărului de elemente al motorului.
- ^2 – Daniel Ricciardo a primit o penalizare de 30 de locuri pentru depășirea numărului de elemente al motorului.
- ^3 – Marcus Ericsson a primit o penalizare de 10 locuri pentru că și-a schimbat motorul.

## Cursa
Cursa a avut loc pe 2 septembrie 2018, începând cu ora locală 15:00 CEST (UTC+2), ora 16:00 EEST, și a durat 53 de tururi.
| Poz.   | Nr. | Pilot             | Constructor               | Tururi | Timp/Retras   | Grilă | Puncte |
| ------ | --- | ----------------- | ------------------------- | ------ | ------------- | ----- | ------ |
| 1      | 44  | Lewis Hamilton    | Mercedes                  | 53     | 1:16:54,484   | 3     | 25     |
| 2      | 7   | Kimi Räikkönen    | Ferrari                   | 53     | +8,705        | 1     | 18     |
| 3      | 77  | Valtteri Bottas   | Mercedes                  | 53     | +14,066       | 4     | 15     |
| 4      | 5   | Sebastian Vettel  | Ferrari                   | 53     | +16,151       | 2     | 12     |
| 5      | 33  | Max Verstappen    | Red Bull Racing-TAG Heuer | 53     | +18,208       | 5     | 10     |
| 6      | 31  | Esteban Ocon      | Force India-Mercedes      | 53     | +57,761       | 8     | 8      |
| 7      | 11  | Sergio Pérez      | Force India-Mercedes      | 53     | +58,678       | 14    | 6      |
| 8      | 55  | Carlos Sainz Jr.  | Renault                   | 53     | +1:18,140     | 7     | 4      |
| 9      | 18  | Lance Stroll      | Williams-Mercedes         | 52     | +1 tur        | 10    | 2      |
| 10     | 35  | Serghéi Sirótkin  | Williams-Mercedes         | 52     | +1 tur        | 12    | 1      |
| 11     | 16  | Charles Leclerc   | Sauber-Ferrari            | 52     | +1 tur        | 15    |        |
| 12     | 2   | Stoffel Vandoorne | McLaren-Renault           | 52     | +1 tur        | 17    |        |
| 13     | 27  | Nico Hülkenberg   | Renault                   | 52     | +1 tur        | 20    |        |
| 14     | 10  | Pierre Gasly      | Scuderia Toro Rosso-Honda | 52     | +1 tur        | 9     |        |
| 15     | 9   | Marcus Ericsson   | Sauber-Ferrari            | 52     | +1 tur        | 18    |        |
| 16     | 20  | Kevin Magnussen   | Haas-Ferrari              | 52     | +1 tur        | 11    |        |
| Ab     | 3   | Daniel Ricciardo  | Red Bull Racing-TAG Heuer | 23     | Motor         | 19    |        |
| Ab     | 14  | Fernando Alonso   | McLaren-Renault           | 9      | Motor         | 13    |        |
| Ab     | 28  | Brendon Hartley   | Scuderia Toro Rosso-Honda | 0      | Anvelope      | 16    |        |
| DSC    | 8   | Romain Grosjean   | Haas-Ferrari              | 53     | Podea ilegală | 6     |        |
| Sursa: |     |                   |                           |        |               |       |        |

Note
- ^1 – Max Verstappen a primit o penalizare de 5 secunde pentru că a cauzat o coliziune cu Valtteri Bottas.
- ^2 – Romain Grosjean a terminat inițial pe locul șase, dar a fost descalificat din cauza unei abateri tehnice la podeaua mașinii sale.

## Clasamentele campionatelor după cursă
|  | Poz. | Pilot            | Puncte |
|  | ---- | ---------------- | ------ |
|  | 1    | Lewis Hamilton   | 256    |
|  | 2    | Sebastian Vettel | 226    |
|  | 3    | Kimi Räikkönen   | 164    |
|  | 4    | Valtteri Bottas  | 159    |
|  | 5    | Max Verstappen   | 130    |

|   | Poz. | Constructor               | Puncte |
| - | ---- | ------------------------- | ------ |
|   | 1    | Mercedes                  | 415    |
|   | 2    | Ferrari                   | 390    |
|   | 3    | Red Bull Racing-TAG Heuer | 248    |
| 1 | 4    | Haas-Ferrari              | 84     |
| 1 | 5    | Renault                   | 84     |